# Rachel Berry
Rachel Barbra Berry er en fiktiv karakter og de facto kvindelige hovedrolle fra FOX' musikalske komedie-drama-serie Glee. Figuren er portrætteret af skuespilleren Lea Michele, og har optrådt i Glee fra den første udsendelse den 19. maj 2009. Rachel blev udviklet af Glee skaberne Ryan Murphy, Brad Falchuk og Ian Brennan . Hun er korets stjerne på fiktive William McKinley High School i Lima, Ohio, hvor showet skal forestille at foregå. Hun udviklede i første ongang romantiske følelser for Jesse St. James (Jonathan Groff), et medlem af det rivaliserende kor Vocal Adrenaline, men derefter primært til quarterback og kormedlem Finn Hudson (Cory Monteith), til hvem hun til sidst bliver forlovet med.
Michele ser Rachel som sig selv, da hun var yngre, og bruger også inspiration til karakteren fra forskellige film, herunder Election, og tv-serier såsom Gossip Girl-karakteren Blair Waldorf. Michele har sagt, at hun trækker på en masse sårbarhed for at spille Rachel. Hun bemærkede at, "Rachel aldrig bliver populær, fordi hendes udseende ikke betragtes smuk, og da jeg gik i high school, det var det samme for mig. Jeg fik ikke en næseoperation, og hver eneste pige omkring mig gjorde. Derfor, jeg var udenfor. " Michele tilføjede: "Hvad der er så fantastisk ved Glee er, at det viser dig, hvordan den slags gør ondt, men det gør ikke noget: Du kan stadig være, hvem du ønsker at være." 
Rachel er en "stærk, drevet pige", men noget neurotisk, og Glee følger Rachels rejse for at blive mere af en holdspiller, samt opfylde sine egne ambitioner. Michele blev nomineret til Primetime Emmy Award for Outstanding Lead Actress in a Comedy Series i 2010, og en Golden Globe Award for Best Actress – Television Series Musical or Comedy i 2010 og 2011 for sin præstation i rollen, som Rachel Berry. Rachel har fået overvejende positive anmeldelser fra kritikerne: Maureen Ryan fra The Chicago Tribune roste Michele for at gøre karakteren "mere end en humorforladt stereotype", selvom The Wall Street Journal's Raymund Flandez har beskrevet Rachel som "ulidelig"  Flere sange udført af Michele som Rachel er blevet udgivet som singler, til rådighed for digital download, og også som sange på showets soundtrack album.

## Storylines

### Sæson 1
Rachel er datter af et par af samme køn, og er jødisk. Hendes fædre opkaldt hende efter Rachel Green fra Friends . Hun slutter sig til den nyligt re-konstituerede kor, i håb om at berømmelse vil øge hendes popularitet og hjælpe hende med at finde en kæreste. Hun bliver mobbet af medlemmer af skolens cheerleader-og fodboldhold, men er tilfreds, da quarterback Finn Hudson slutter sig til kor, og udvikler et crush på ham. De to deler en kys i episoden "Showmance", selvom han fortæller hende at hun skal glemme, at det skete, og fortsætter med se hans kæreste, cheerleader Quinn Fabray (Dianna Agron).Rachel stopper i koret, da hun er ikke bliver tildelt en solo hun ønskede, og får tildelt hovedrollen i skolens musical, Cabaret. Men hun senere stopper senere i musicalen og slutter sig til koret, da hun opdager, at hun hellere ville være i en gruppe, hvor hun har venner.Hun har en kort forhold med en anden medlem af koret, Puck (Mark Salling), som også er jødisk, og er en fodboldspiller, der plejede at mobbe hende, men hun slår op med ham på grund af hendes fortsatte følelser for Finn. Hun senere opdager og afslører til Finn, at Quinns graviditet ikke var forårsaget af ham, men det er Puck der er faren, hvilket Finn er rasende over. Finn angriber Puck, slår op med Quinn, og bliver smidt ud af New Directions. Han vender tilbage den dag i gruppens første store konkurrence, The Sectionals, da han fortryder at sabotere konkurrencen sammen med cheerleader træner Sue Sylvester (Jane Lynch), og gruppen får et helt nyt sætliste, som Rachel åbner med en solo af ""Don't Rain on My Parade"", og New Directions vinder ved én enstemmig afgørelse.
For en kort tid dater Rachel Finn, men han fortæller hende, at han har brug for at have tid for for sig selv. Han ændrer snart hans mening, men Rachel er allerede begyndt at date Jesse St. James ((Jonathan Groff)), forsangeren i den rivaliserende kor Vocal Adrenaline. Resten af koret presser Rachel til at bryde med Jesse, men han flytter til William McKinley og slutter sig til New Directions, som hermed mindsker deres bekymringer. Hun fortæller Jesse, at hendes drøm er at finde sin biologiske mor, og han tilbyder at hjælpe hende. Men han ved allerede, hvem det er: Vocal Adrenaline træner Shelby Corcoran (Idina Menzel), som har bedt Jesse at hjælpe Rachel, så hun kunne genoprette forbindelsen med sin datter, som hun er ikke tilladt at tage direkte kontakt til, før Rachel er atten. Da Rachel opdager, at Shelby er hendes mor, de begge indrømme, at ikke føler en øjeblikkelig hengivenhed og til sidst beslutter de ikke at fortsætte med deres forhold. Jesse forråder Rachel og vender tilbage til Vocal Adrenaline, og efterlod hende ødelagt. I episoden ""Journey to Regionals"", da han og Rachel er ved at gå på scenen ved konkurrencen, fortæller Finn hende, at han elsker hende, selv om de taber konkurrencen til Vocal Adrenaline, bliver de et par.

### Sæson 2
Da koret skal rekruttere nye medlemmer for at komme tilbage til minimumsantallet på tolv personer, som kræves for at deltage konkurrencer, opfordrer Rachel i første omgang Sunshine Corazon (Charice) til at prøve, men da hun indser, hvor god Sunshine er, saboterer hun hendes audition og vildleder hende til en inaktiv narkobule i stedet for den sande placering. Sunshine ender med at flytte skole til Carmel High og slutter sig til Vocal Adrenaline. Selvom dette, og Finns midlertidige bortvisning fra fodboldholdet tester deres forhold, er det stadig temmelig stærkt gennem begyndelsen af sæson to. Parret arbejder sammen om at vinde korets duetkonkurrence, men nytilkomne Sam Evans (Chord Overstreet) vinder i stedet. Rachel opdager, at Finn havde sex med cheerleader Santana Lopez (Naya Rivera) det foregående år, mens Rachel var sammen med Jesse, og løj om det. Rachel selv havde løjet og sagt, at hun havde haft sex med Jesse, da hun ikke havde. Hun kysser Puck for at såre Finn. Dette forræderi får Finn til at slå op med hende. Rachel prøver at vinde ham tilbage, men i stedet vækkes Finns gamle følelser for Quinn, og han begynder at date hende. Såret af at Quinn fortæller hende, at de to er sammen igen, skriver Rachel en original sang til de regionale mesterskaber, "Get It Right", og da New Directions vinder, bliver hun klubbens bedste sanger.
Lige før junior prom, vender Jesse tilbage, efter at have droppet ud af UCLA, og Rachel inviterer ham til ballet med hende, Sam og Mercedes (Amber Riley). Jesse og Finn bliver smidt ud fra prom, da Finn starter en slåskamp med Jesse, grundet hans opmærksomhed til Rachel på dansegulvet, der ødelægger Finn og Quinns kampagne til at blive ballets konge og -dronning. Finn slår i sidste ende op med Quinn, da han indser, at han har dybere følelser for Rachel, på trods af at hun og Jesse synes at være et par igen. Til Nationals, lige som New Directions er ved at gå på scenen, beder Finn Rachel om at komme tilbage til ham, men selvom hun bekender sin kærlighed, føler hun sig stadig splittet mellem sin kærlighed til New York og Broadway og hendes kærlighed til ham. Ved afslutningen af deres duet - "Pretending", skrevet af Finn - bliver et begejstret publikum tavs, da Rachel og Finn deler et kys. Koret kommer på en tolvte plads. Tilbage i Ohio, minder Finn Rachel om, at hun har et år indtil dimissionen og enhver flytning til New York. Han kysser hende, og deres forhold genoptages.

### Sæson 3
Rachel, sammen med Kurt, har planer om at gå på en skole for scenekunst i New York City efter endt uddannelse. SkolerådgiverEmma Pillsbury (Jayma Mays) foreslår de ansøger The New York Academy of Dramatic Arts (NYADA), en meget ønskværdig skole. De to deltager i en Ohio "mixer" for potentielle ansøgere, kun for at opdage, at deres konkurrence er meget lig dem, og ganske talentfuld. Rachel foreslår, at McKinley laver West Side Story, som skolens musical, da hun mener selv at være en god skuespiller for den ledende rolle, Maria, og hun har brug for oplevelsen til hendes NYADA-ansøgning. Men Mercedes går også til auditions til Maria, og instruktørerne er ude af stand til at vælge mellem de to, selv efter en om-auditions, så de beslutter at dobbelt-booke rollen, således at Rachel og Mercedes hver får en uge i de 2 uger musicalen skal vises. Mercedes der mener at, hun klarede sig bedre i om-auditionen, nægter at acceptere den dobbelt-casting og trækker sig ud af showet, så Rachel bliver Maria. Hun og Finn beslutter at have sex i episoden "The First Time". I episoden "Mash Off", trækker Rachel sig pludselig fra kapløbet som senior klassens præsident til fordel for Kurt, efter at hun indser, at han måske ikke komme ind på NYADA med hende, hvis han ikke vinder.

## Kritisk respons
Flere sange udført af Michele som Rachel er blevet udgivet som singler, til rådighed for digital download, som også byder på soundtracks fra Glee: The Music, Volume 1 og Glee: The Music, Volume 2 . Rachel har modtaget positive anmeldelser fra kritikerne. Med rollen som Rachel oplevede Michele at blive nomineret til en Emmy for bedste førende kvindelige hovedrolle i en komedieserie i 2010 og til en Golden Globe Award for bedste kvindelige hovedrolle - TV serie musical eller komedie ligeledes i 2010 . Robert A. George fra New York Post har vurderet Rachel som "den eneste kvindelige rolle [i Glee ], der ikke kommer på tværs som manipulerende eller hjælpeløs ",  mens Chicago Tribune's Maureen Ryan skrev: "Lea Michele har ikke kun en fantastisk stemme, men formår at gøre hendes karakter, den forkælet diva Rachel Berry, mere end en humorforladt stereotype". Denise Martin fra The Los Angeles Times kommenterede i sin gennemgang af episoden "The Rhodes Not Taken": "Hvis der er nogen retfærdighed i verden, vil Lea Michele vinde en Golden Globe og en Emmy for at spille Rachel ".
Efter episoden " Hairography ", hvor Rachel er dårligt lavet overgået af Kurt, bemærkede Mike Hale i New York Times at et populært tema blandt kritikere er den negativt fremhæve måde Glee behandler sine kvindelige karakterer på. Han sagde, at mens han forstod denne holdning, var han generelt uenige, da showet behandler mandlige karakterer lige dårligt. Men han skrev, at "det var lidt meget, når Finn kiggede på Rachel i hendes catsuit og kruset hår og sagde, at hun lignede en 'trist klovn luder.' Come on. Hun er så fantastisk ".. Zap2it's Korbi Ghosh har anset Rachels højdepunkt i showet, som romantikasering af Finn og Puck, hvor hun kommenterer: "Da vi så Rachel falde for dem, var hun faktisk sympatisk. Type-A er den uber-talentfulde, selvoptaget know-it-all, der normalt er fremmedgørende over for hendes klassekammerater, ved at lade hende blotlægge en sårbar side. Og som en bonus fik vi nogle super solide musikalske forestillinger fra de akavede situationer.
Ghosh vurderede hendes lavpunkt da hun var romantiskerede af Will, skriver:. "Selvfølgelig ved Schue hvad er der foregår, men Rachel eye-on-the-prize og I'll-get-what-I-want attitude kombineret med hendes upassende crush på læreren har gjort hende mere uhyggelig end normalt. Hun infiltrerer hans hjem, madlavning og rengøring lige under hans skøre kones næse. Kom nu, Berry, du er bedre end det ... "  Raymund Flandez for The Wall Street Journal kommenterede episoden "Preggers": "Rachel er blevet ulidelig. De uenigheder med Mr. Schue om sin egen udvikling er som en Bonafide. Triple-trusselen har mærket hende som en anmassende primadonna til resten af Glee". Eric Goldman for IGN sige: "Det er svært ikke at blive irriteret over Rachel"  James Poniewozik fra Time har antydet, at Rachels negative karaktertræk faktisk kan være et aktiv, og kommentere hendes præstation af "Don't Rain on My Parade" i episoden "Sectionals": "Nummeret mindede mig, hvor meget jeg kan lide, hvad showet har gjort med Rachel: hun er en hovedperson, som showet endnu tillader hende at være irriterende, men på samme tid gør hendes engagement hendes sympatisk. Og som vi ser her, kan hun kan være en hård nyser, men hendes evne til at lave en præstation hun har arbejdet på siden en alder af fire er et aktiv. " 
AfterEllen.com har rangeret hende som nr. 18 i deres Top 50 Favorite Female TV Characters.